# Monte Altissimo di Nago
Der Monte Altissimo di Nago ist ein 2078 m s.l.m. hoher Berg in den Gardaseebergen im Trentino (Italien). Er ist der höchste Gipfel im nördlichen zur Provinz Trient gehörenden Teil des Monte-Baldo-Bergrückens und liegt im Natura 2000 Schutzgebiet Monte Baldo di Brentonico (WDPA-ID 555580424), das seit 2013 Kernzone des Parco naturale locale del Monte Baldo ist.

## Geographie
Der Monte Altissimo di Nago, meist nur als Monte Altissimo oder Altissimo bezeichnet, fällt im Westen zum Gardasee ab. Im Norden bildet der Taleinschnitt mit dem Lago di Loppio (220 m) und dem Passo San Giovanni (287 m) die Grenze zur Monte-Bondone-Monte-Stivo-Gruppe. An seiner Ostseite liegt die sogenannte Hochebene von Brentonico, die wiederum im Osten vom Etschtal eingegrenzt wird. Im Süden ist der Monte Altissimo durch den Sattel Bocca di Navene (1420 m) von der südlich angrenzenden Hauptkette des Monte Baldo mit der Cima Valdritta (2218 m) als höchsten Erhebung getrennt. Wegen des markanten Satteleinschnittes kann der Altissimo als eigenständige Untergruppe des Monte Baldo angesehen werden, die zum großen Teil in der Provinz Trient liegt.
Zur Untergruppe des Altissimo gehören die Corna Piana (1736 m) im Südosten, der Monte Campo (1667 m) im Osten und der Monte Varagna (1778 m) im Norden. Vom Monte Varagna fällt der Berg über einen langgestreckten Rücken im Nordwesten bis nach Nago-Torbole ab. Dort befindet sich noch das Klettergebiet des Nebengipfels Segrom. Den nordöstlichen Ausläufer bildet dagegen der im Gemeindegebiet zwischen Brentonico und Mori gelegene Monte Giovo, der in der Vergangenheit als Marmorabbaugebiet bekannt war.

## Alpinismus
Auf der grasbewachsenen und aussichtsreichen Gipfelkuppe des Altissimo di Nago befindet sich etwas unterhalb des Gipfelkreuzes die bewirtschaftete SAT-Hütte Rifugio Altissimo Damiano Chiesa. Der Gipfel ist am einfachsten über die Schotterpiste von der Strada Provinciale del Monte Baldo von Süden aus zu erreichen, ein auch bei Mountain-Bikern beliebter Weg. Alternativ bieten sich der Friedensweg Sentiero della Pace (601) oder die Alta Via del Monte Baldo als Bergwanderung an.

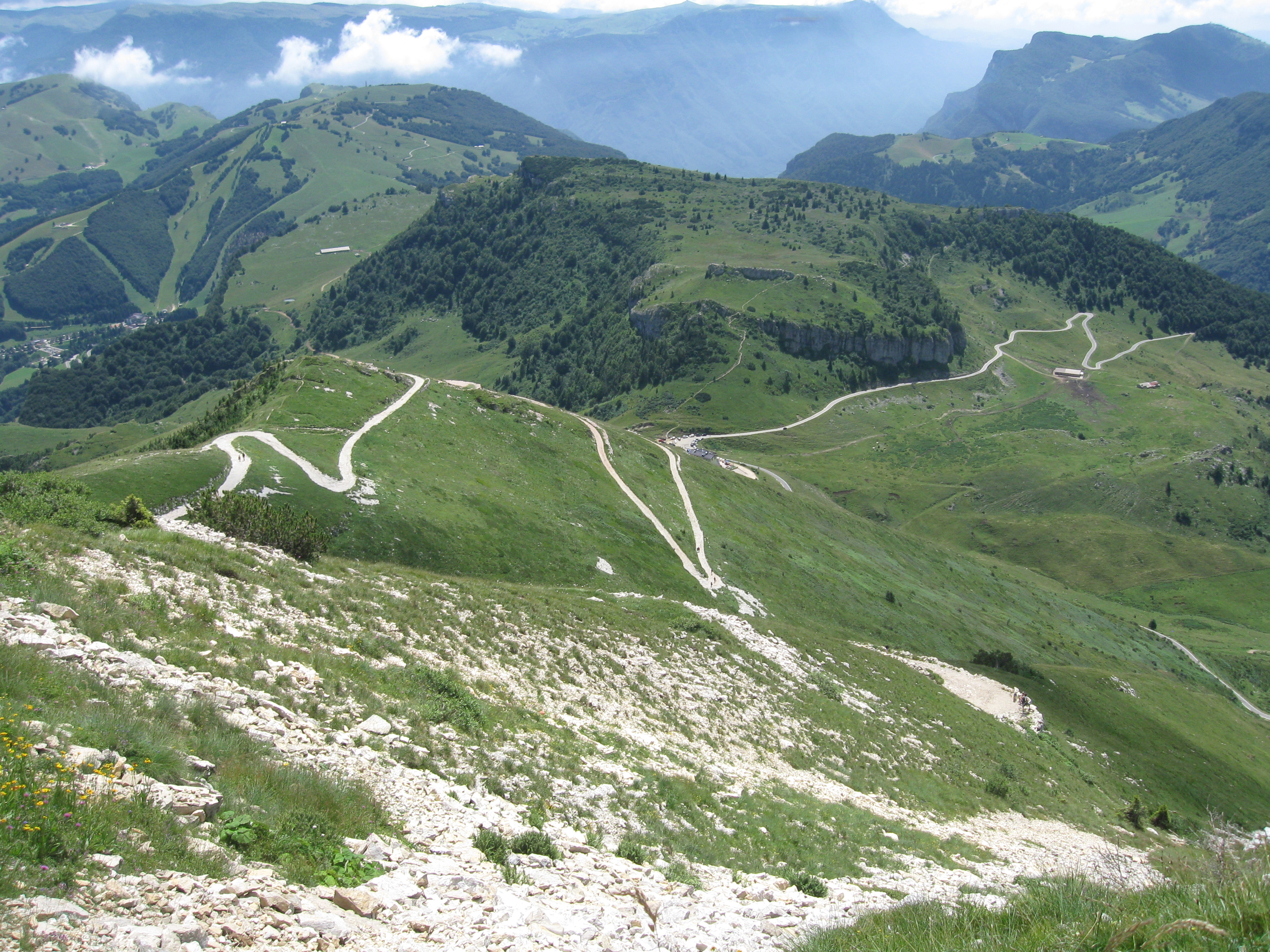
Die Südseite mit der zum Rifugio führenden Schotterstraße, im Hintergrund die Corna Piana und der Einschnitt des Etschtales
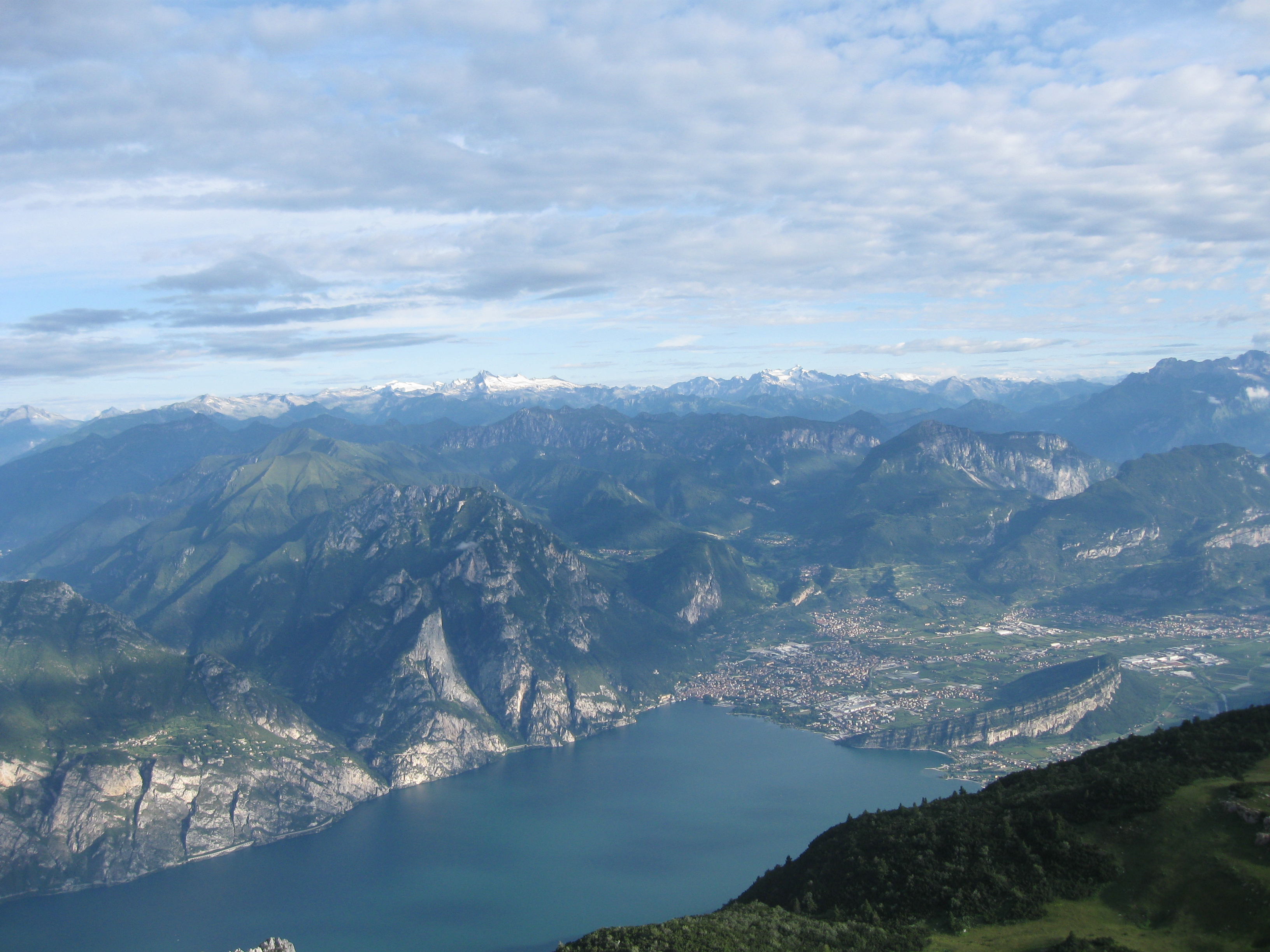
Blick vom Gipfel auf das Nordufer des Gardasees, im Hintergrund die schneebedeckten Adamello-Presanella-Alpen
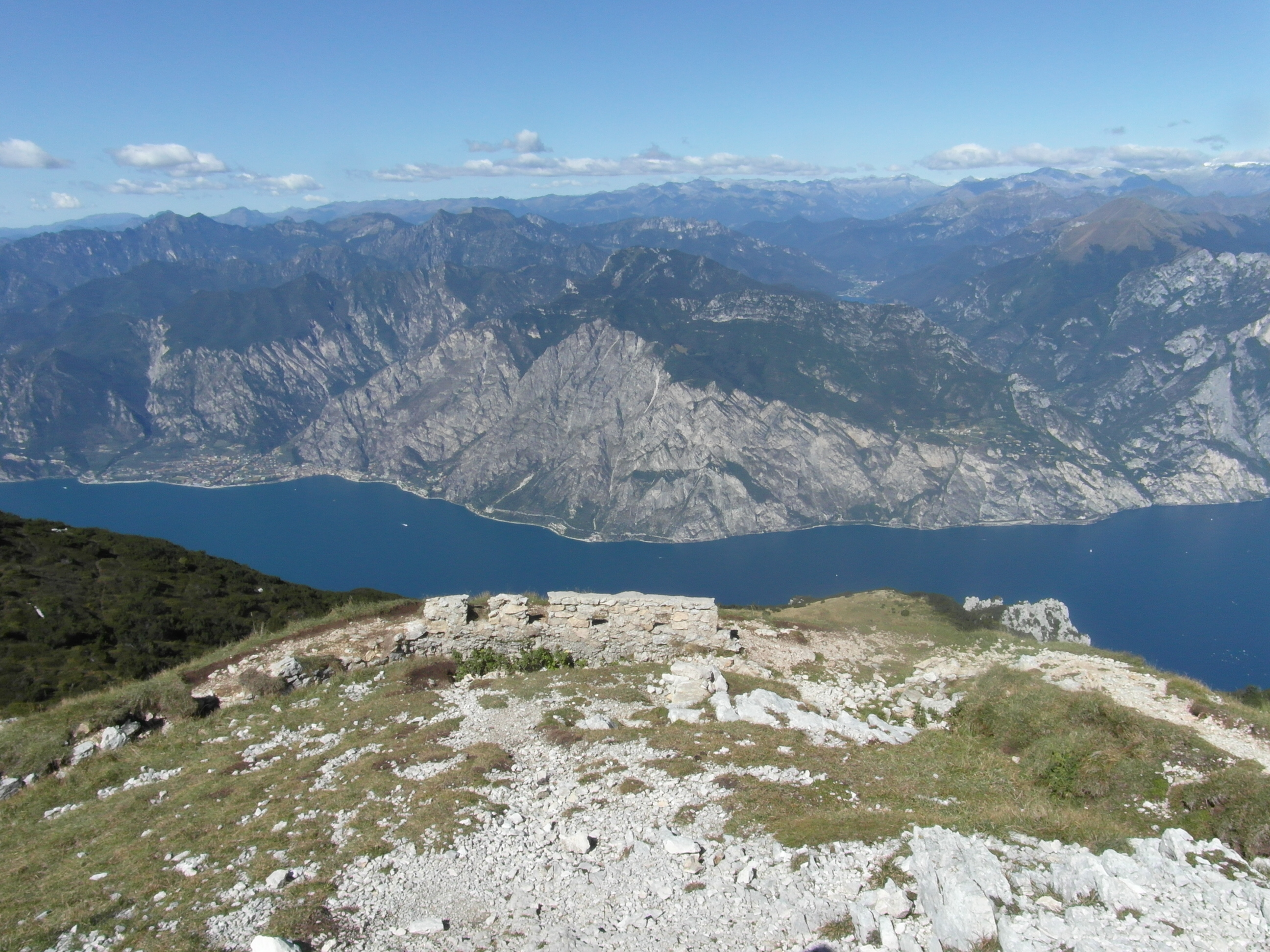
Reste von italienischen Schützengräben an der Westseite, links im Hintergrund der am Westufer des Gardasees gelegene Ort Limone sul Garda
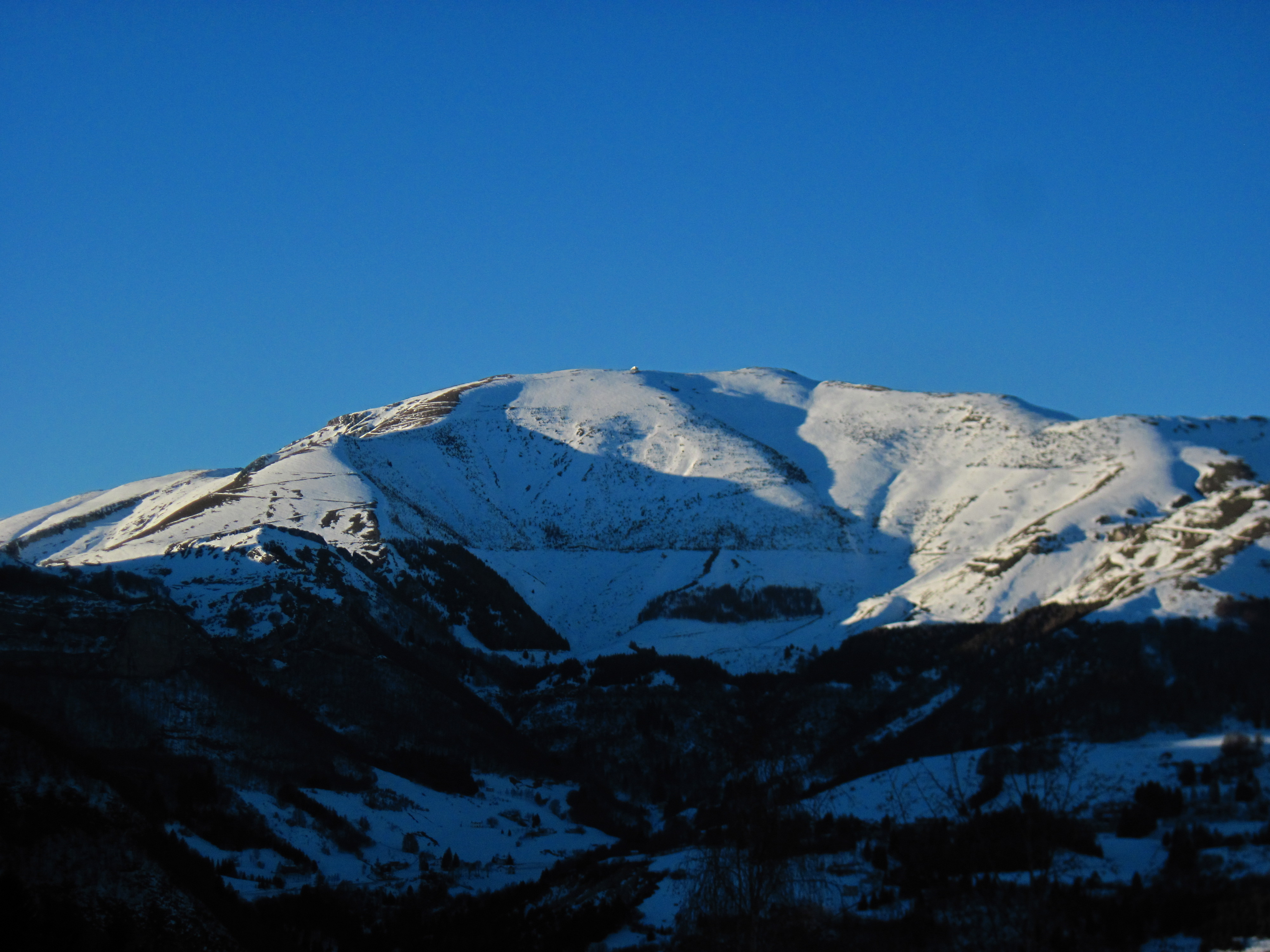
Die Richtung Brentonico abfallende Ostseite
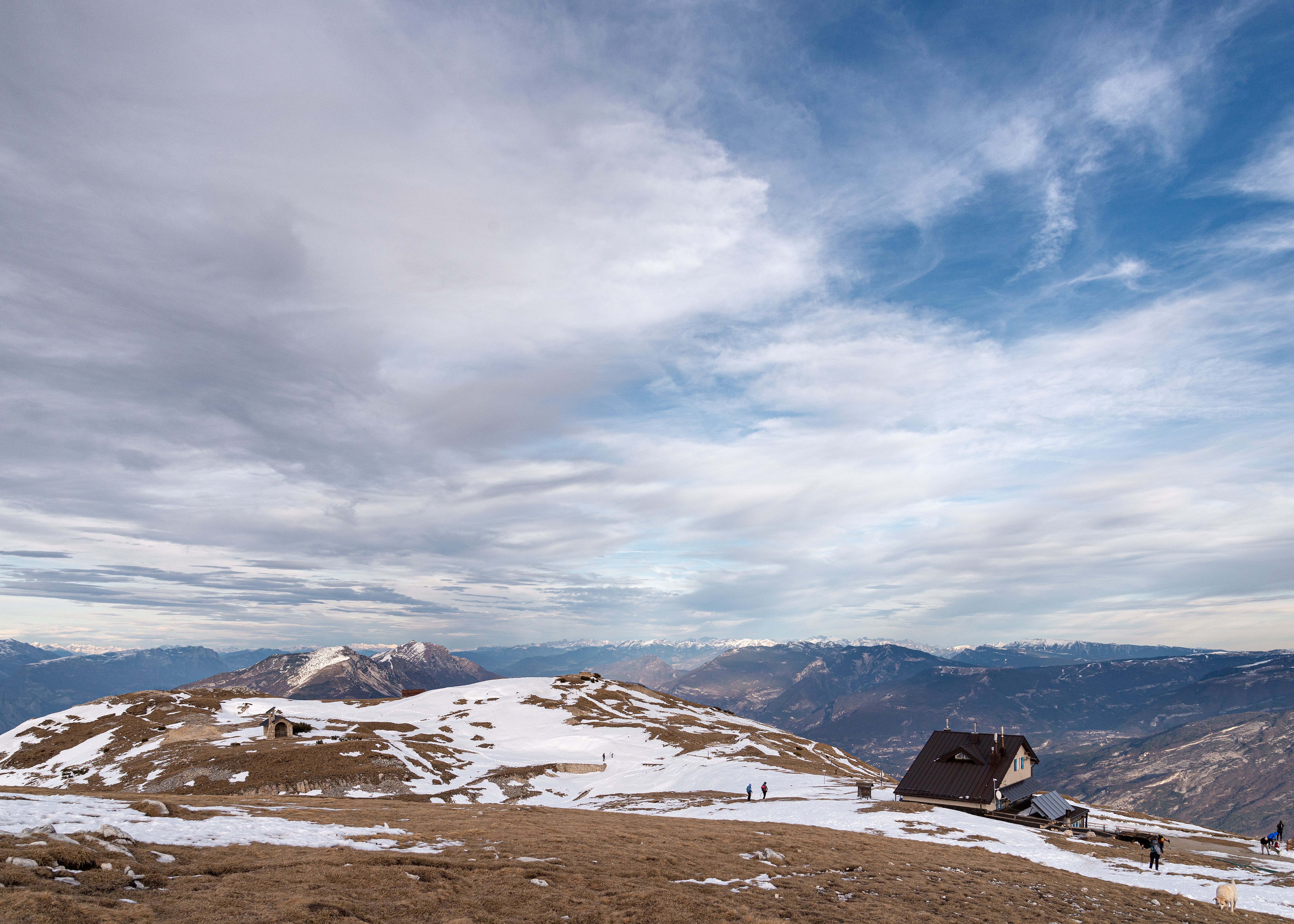
Blick vom Gipfel Richtung Norden mit dem Rifugio Altissimo und der Assunta-Kapelle

## Geschichte
Am Gipfel befinden sich neben dem 1892 errichteten Rifugio Altissimo Damiano Chiesa noch Schützengräben aus dem Ersten Weltkrieg sowie eine Kapelle und eine Kriegergedenkstätte.